# 엔지 (기업)
엔지(프랑스어: Engie)는 전력과 천연가스를 생산, 판매하는 프랑스의 다국적 에너지회사이다. 유로넥스트 파리에 상장되어 있으며 CAC 40의 구성 종목 중 하나이다.

## 역사
엔지는 2008년 가즈 드 프랑스와 수에즈 S.A.가 합병해 GDF수에즈로 탄생했다. 전자는 천연가스의 생산과 유통을 위한 공기업으로 1946년 창립된 후, 에너지 시장의 자유화에 맞춰 전력 사업에 진출했다. 후자는 수에즈 운하의 건설과 관리를 위해 1858년 창립되어, 1956년 운하의 국영화 후에는 투자로 사업을 변경했다. 합병 당시 두 기업은 전력, 가스, 수자원, 폐기물 관리 등 다양한 사업에 종사하고 있었다.
합병과 함께 수자원, 폐기물 관리 사업은 수에즈 인바이러먼트라는 이름으로 분할시켰지만 지분은 유지했다.
2015년 현재의 사명으로 변경했다.

## 활동
엔지의 사업 분야는 2012년 기준 크게 전력과 가스, 솔루션 분야로 나뉜다
전력 분야에서 엔지는 발전과 송전, 배전 분야에 관여한다. 화력 발전소와 신재생 발전소를 보유하고 있는데, 전체 발전 용량 103GW의 90%가 저탄소 발전이고, 23%가 신재생 에너지이다.
가스 분야에서 엔지는 유럽에서 가장 큰 가스 저장, 운송 시설을 보유하고 있다. 120억 m³ 규모의 가스를 저장할 수 있다.
솔루션 분야에서는 효율적인 에너지 이용을 위해 개인과 기업, 지방정부를 위한 서비스를 제공한다. 전세계에 350개 이상의 지역난방 시스템도 운영하고 있다.